# Кнезовљани
Кнезовљани су насељено место у општини Доњи Кукурузари, у Банији, Република Хрватска.

## Историја
Кнезовљани су се од распада Југославије до августа 1995. године налазили у Републици Српској Крајини. До територијалне реорганизације у Хрватској насеље се налазило у саставу бивше велике општине Костајница.

## Становништво
Насеље је према попису становништва из 2011. године имало 81 становника.
| Националност       | 1991.        |
| Срби               | 171 (96,61%) |
| Хрвати             | 2 (1,12%)    |
| Југословени        | 0            |
| остали и непознато | 4 (2,25%)    |
| Укупно             | 177          |